# ルイージ・ディ・サヴォイア・ドゥーカ・デッリ・アブルッツィ級軽巡洋艦
ルイジ・ディ・サヴォイア・ドゥーカ・デッリ・アブルッツィ級軽巡洋艦（classe Luigi di Savoia Duca degli Abruzzi）は、イタリア海軍の軽巡洋艦。コンドッティエリ型第5グループである。2隻とも第二次世界大戦では戦没せず、戦後も長くイタリア海軍で現役であった。1番艦「ルイージ・ディ・サヴォイア・ドゥーカ・デッリ・アブルッツィ」は1961年に除籍、2番艦の「ジュゼッペ・ガリバルディ」はアメリカのポラリスSLBM分散配置計画に基づき、1957年から1962年にかけてミサイル巡洋艦に改造され1972年に除籍された。

## 概要
本級はイタリア海軍が1932/1933年計画で建造された最後のコンドッティエリ型軽巡洋艦であり同型艦2隻で姉妹艦共々1937年12月に相次いで竣工した。基準排水量が9,440トンと、自国の重巡洋艦並みの大型軽巡洋艦まで発展した艦である。

## 艦形

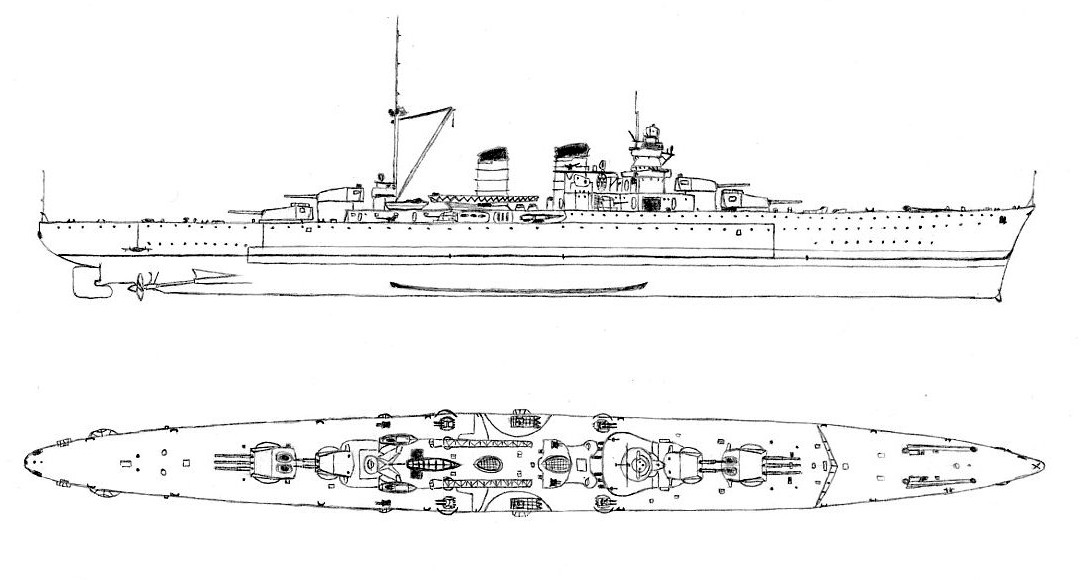
竣工時の本級の艦形図。

本級の船体形状はイタリア近代巡洋艦伝統の船首楼型船体で、艦首から前甲板までの乾舷はほぼ水平である。僅かに傾斜（シア）の付いた艦首甲板上に、1番砲塔を三連装砲塔、2番砲塔を連装砲塔に納め、1・2番主砲塔を背負い式で2基配置した。前級に引き続き艦橋構造はウンベルト・プリエーゼ造船中将考案の円筒を積み重ねたような塔型艦橋、煙突の本数は前級と同じく2本だが、本級からボイラー配置を換えたために煙突間は離れていない。1番煙突の基部が水上機格納庫があり、2番煙突を挟むように艦載機射出用カタパルトが片舷に1基ずつの計2基配置された。カタパルトの周りが艦載艇と艦載機置き場となっており、その運用は単脚式の後檣の基部に1基付いたクレーンにより成される。なお、艦橋と後檣の左右に高角砲を連装砲架で片舷2基ずつの計4基配置し、その連装高角砲に挟まれる様に53.3cm三連装水上魚雷発射管を片舷1基ずつ計2基配置した。後部甲板には連装砲型の3番主砲塔と三連装砲方の4番主砲塔が後ろ向きに背負い式で1基ずつ配置した。

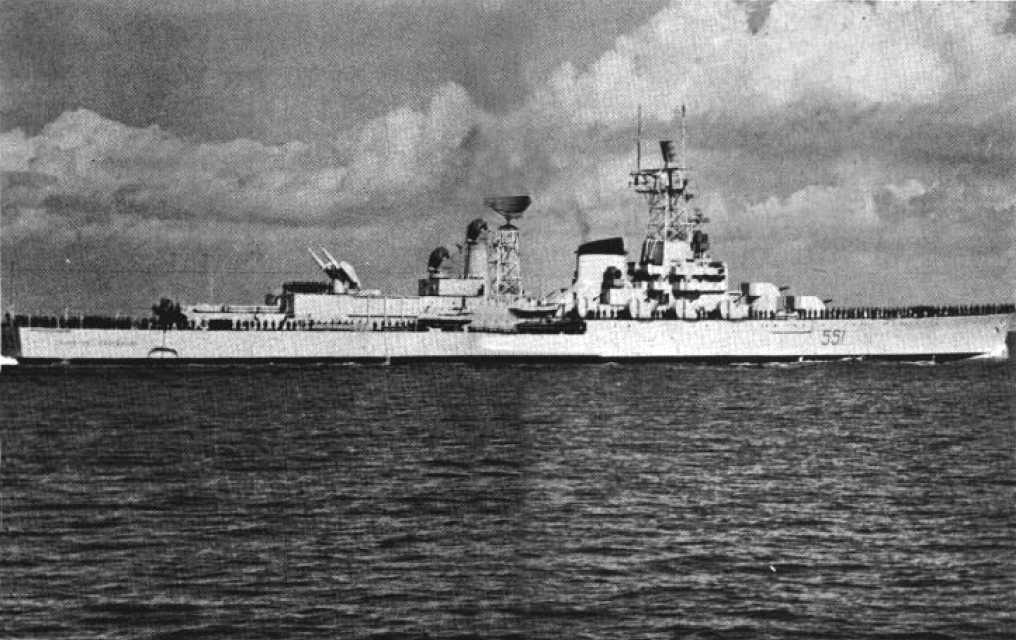
1962年に撮影された「ジュゼッペ・ガリバルディ」。

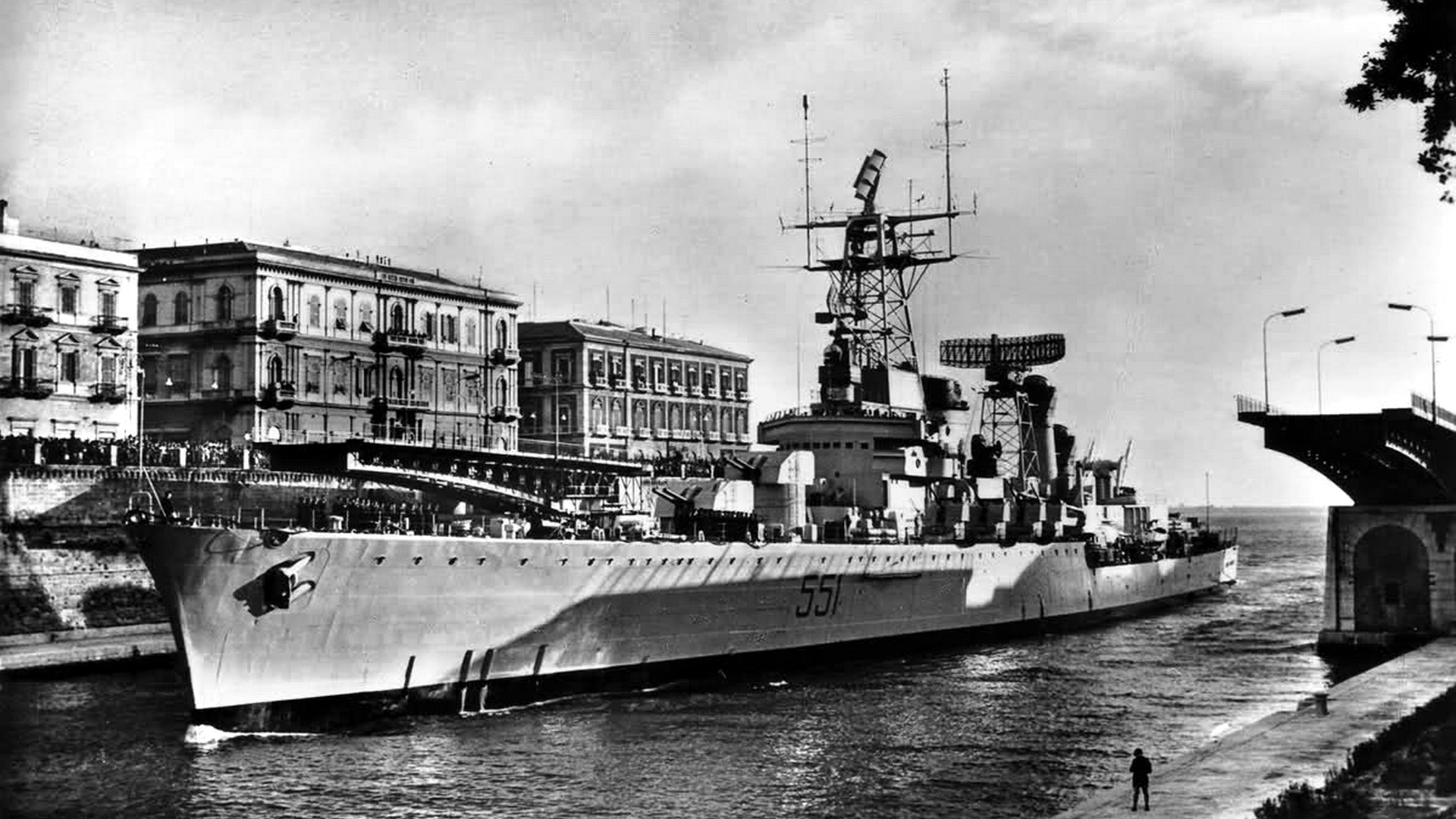
艦首から撮られた13.5cm両用砲「ジュゼッペ・ガリバルディ」。

なお、「ジュゼッペ・ガリバルディ」はミサイル巡洋艦に改装された折に、15.2cm主砲塔は全て撤去され、1番・2番主砲塔跡には13.5cm両用砲を全て連装砲塔に収め背負い式に2基を配置、円筒形の艦橋は箱型艦橋に更新され、後部にトラス構造の前部マストが新設され、上部に各種レーダーアンテナが設置された。2本煙突は1本に結合され、2番煙突のあった箇所にトラス構造の後部マストが立ち、頂上部に旋回式レーダーアンテナが設置された。その後部にはパラボラアンテナが後向きで背負い式に2基が設置された。3番主砲塔のあった場所にテリアミサイルの連装発射機1基が配置し、後部上部構造物側面にポラリスミサイルの単装発射機片舷2基ずつ計4基が配置された。他に近接戦闘用に艦橋の側面に新設計のOTO 7.6cm（62口径）自動砲が単装砲塔で片舷に等間隔で4基ずつ計8基が配置された。

## 武装

### 主砲

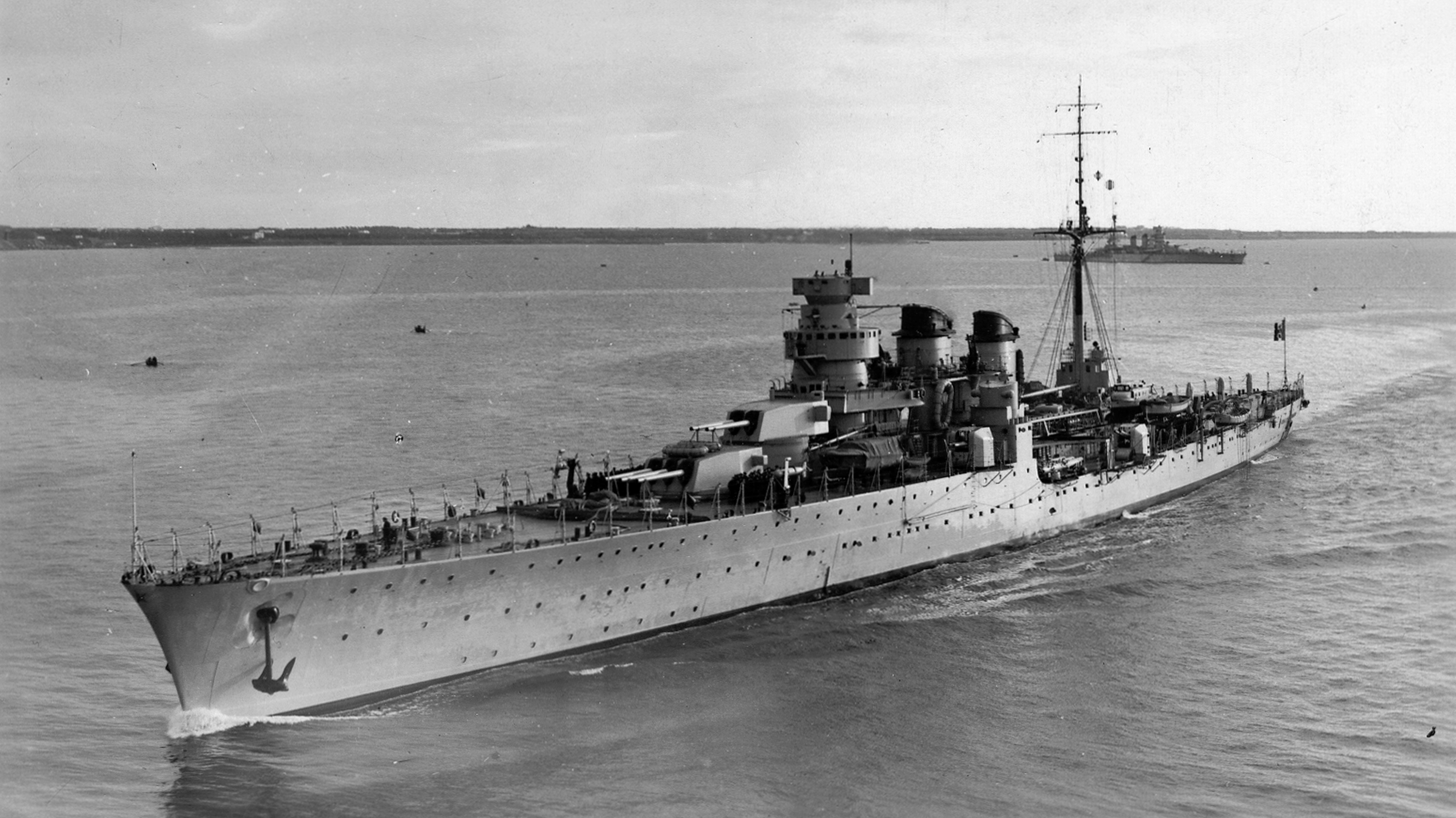
1938年に撮影された「ジュゼッペ・ガリバルディ」。

主砲は新設計の1934年型 15,2cm（55口径）砲を採用した。前級までは複数の砲身を同一砲架に据え付けたために散布界に悪影響が出たが、本級において列強海軍の同種艦と同じくそれぞれの砲身を独立した砲架に据え付けた事により砲身の間が広げられ、散布界の増大は抑えられた。重量50kgの徹甲弾を使用した場合最大仰角45度での射程は25,740 mである。この砲を連装砲塔と3連装砲塔に収めた。俯仰能力は仰角45度、俯角5度である。旋回角度は船体首尾線方向を0度として砲塔が左右120度の旋回角度を持つ、主砲身の俯仰・砲塔の旋回・砲弾の揚弾・装填は主に電力で行われ、補助に人力を必要とした。発射速度は毎分4 - 5発である。
後に「ジュゼッペ・ガリバルディ」は主砲が換装され、エトナ級の主砲用に計画され戦後に完成した13.5cm（45口径）両用砲を採用している。最大仰角85度の半自動砲であり、水上目標ならば20,000 m、空中目標ならば14,500mの目標に対して発射することが可能であった。エトナ級計画時での発射速度は毎分6発であったが、完成したこの砲は毎分最大25発になっており、著しく発射速度が上昇している。なお、1968年には同53口径へと換装した。

### 高角砲・機銃・水雷兵装
高角砲は1926年型 10cm（47口径）高角砲を前級に引き続き採用した（トレント級重巡洋艦#高角砲・機銃・水雷兵装を参照）。
近接対空火器として、ブレダ社製1938年型 37mm（54口径）機関砲を連装砲架で4基、1929年型13.2mm（75.7口径）機銃を連装砲架で4基8丁装備した。
水雷兵装として53.3cm三連装水上魚雷発射管を2基装備した。
　
ミサイル巡洋艦への改装の際、近接対空用に新設計のOTO Models 7.6cm（62口径）自動砲に更新した。重量6.296kgの砲弾を使用し仰角45度での射程18,450m、仰角85度での射高8,000mである。この砲を単装砲塔に収めた。俯仰能力は仰角85度、俯角15度である。旋回角度は360度の旋回角度を持っていたが、実際は上部構造物に射界を制限された。砲身の俯仰・砲塔の旋回・砲弾の揚弾・装填は主に電力で行われた。発射速度は毎分80 - 85発である。

## 機関
機関配置はイタリア近代巡洋艦伝統のシフト配置である。前級の「エマヌエレ・フィリベルト・デュカ・ダオスタ級」でヤーロー式水管缶6基だったのが本級は大型化にともないボイラー数を8基に増やしパーソンズ式ヤード・タービン2基2軸と組み合わせ最大出力は100,000hpを公試において発揮し速力34ノットを発揮した。重油燃料タンクは1,650トン（常備）で速力12.7ノットで4,125海里であった。

## 防御
元来、軽防御が特徴であったイタリア軽巡洋艦は本級で一応の防御能力を与えられた。舷側装甲帯には外側に100mm装甲板が貼られ、内側に湾曲して30mm装甲が貼られ内部は空間となっていた。主にバルジと耐弾効果を狙ったもので合計130mmであった。他に主砲塔は最高厚135mm装甲が貼られた。

## 同型艦
- ルイージ・ディ・サヴォイア・ドゥーカ・デッリ・アブルッツィ - 名称はアオスタ系統サヴォイア家のアブルッツィ公ルイージ・アメデーオ・ジュゼッペ・マリーア・フェルディナンド・フランチェスコを指す。
- ジュゼッペ・ガリバルディ - 名称はジュゼッペ・ガリバルディから。

## 参考図書
- 「世界の艦船増刊　イタリア巡洋艦史」（海人社）
- 「世界の艦船 2010年1月増刊号 近代巡洋艦史」（海人社）